# Штрбац
Штрбац је насеље у Србији у општини Књажевац у Зајечарском округу. Према попису из 2022. било је 118 становника (према попису из 1991. било је 379 становника). Насеље се налази на 11 километара од Књажевца на путу Књажевац-Пирот,

## Демографија
У насељу Штрбац живи 109 пунолетних становника, а просечна старост становништва износи 57,2 година (57,2 код мушкараца и 57,1 код жена). У насељу има 52 домаћинстава, а просечан број чланова по домаћинству је 2,27.
Ово насеље је у потпуности насељено Србима (према попису из 2002. године), а у последња три пописа, примећен је пад у броју становника.
|  |

| Демографија | Демографија | Демографија |
| Година      | Становника  | Становника  |
| ----------- | ----------- | ----------- |
| 1948.       | 741         |             |
| 1953.       | 719         |             |
| 1961.       | 622         |             |
| 1971.       | 582         |             |
| 1981.       | 453         |             |
| 1991.       | 379         | 379         |
| 2002.       | 246         | 249         |
| 2011.       | 140         |             |
| 2022.       | 118         |             |

| Етнички састав према попису из 2002.‍ | Етнички састав према попису из 2002.‍ | Етнички састав према попису из 2002.‍ | Етнички састав према попису из 2002.‍ | Етнички састав према попису из 2002.‍ |
| ------------------------------------ | ------------------------------------ | ------------------------------------ | ------------------------------------ | ------------------------------------ |
|                                      |                                      |                                      |                                      |                                      |
| Срби                                 | Срби                                 |                                      | 246                                  | 100,0%                               |
| непознато                            | непознато                            |                                      | 0                                    | 0,0%                                 |

| Година пописа     | 1948. | 1953. | 1961. | 1971. | 1981. | 1991. | 2002. |
| ----------------- | ----- | ----- | ----- | ----- | ----- | ----- | ----- |
| Број домаћинстава | 162   | 159   | 147   | 141   | 128   | 118   | 98    |

| Број чланова      | 1  | 2  | 3  | 4  | 5 | 6 | 7 | 8 | 9 | 10 и више | Просек |
| ----------------- | -- | -- | -- | -- | - | - | - | - | - | --------- | ------ |
| Број домаћинстава | 32 | 31 | 13 | 11 | 3 | 5 | 1 | 1 | 1 | 0         | 2,51   |

| Пол    | Укупно | Неожењен/Неудата | Ожењен/Удата | Удовац/Удовица | Разведен/Разведена | Непознато |
| ------ | ------ | ---------------- | ------------ | -------------- | ------------------ | --------- |
| Мушки  | 109    | 15               | 75           | 17             | 2                  | 0         |
| Женски | 113    | 6                | 77           | 27             | 3                  | 0         |
| УКУПНО | 222    | 21               | 152          | 44             | 5                  | 0         |

| Пол    | Укупно                    | Пољопривреда, лов и шумарство | Рибарство                            | Вађење руде и камена | Прерађивачка индустрија       |
| ------ | ------------------------- | ----------------------------- | ------------------------------------ | -------------------- | ----------------------------- |
| Мушки  | 38                        | 17                            | 0                                    | 0                    | 6                             |
| Женски | 30                        | 16                            | 0                                    | 0                    | 4                             |
| УКУПНО | 68                        | 33                            | 0                                    | 0                    | 10                            |
| Пол    | Производња и снабдевање   | Грађевинарство                | Трговина                             | Хотели и ресторани   | Саобраћај, складиштење и везе |
| Мушки  | 1                         | 0                             | 0                                    | 0                    | 1                             |
| Женски | 0                         | 0                             | 1                                    | 0                    | 0                             |
| УКУПНО | 1                         | 0                             | 1                                    | 0                    | 1                             |
| Пол    | Финансијско посредовање   | Некретнине                    | Државна управа и одбрана             | Образовање           | Здравствени и социјални рад   |
| Мушки  | 0                         | 0                             | 0                                    | 1                    | 1                             |
| Женски | 0                         | 0                             | 0                                    | 1                    | 1                             |
| УКУПНО | 0                         | 0                             | 0                                    | 2                    | 2                             |
| Пол    | Остале услужне активности | Приватна домаћинства          | Екстериторијалне организације и тела | Непознато            | Непознато                     |
| Мушки  | 0                         | 0                             | 0                                    | 11                   | 11                            |
| Женски | 0                         | 0                             | 0                                    | 7                    | 7                             |
| УКУПНО | 0                         | 0                             | 0                                    | 18                   | 18                            |

## Галерија
- Улаз у насеље
- Штрбац 2020.г.
- Раскрсница
- Куће